# Route nationale 731
Die Route nationale 731, kurz N 731 oder RN 731, war eine französische Nationalstraße, die von 1933 bis 1973 zwischen Saint-Hilaire-de-Villefranche und Chalais verlief. Ihre Länge betrug 90 Kilometer.